# Мещерская, Ольга Павловна
Ольга Павловна Мещерская (псевдоним Рунова; 1864—1952) — писательница, прозаик, романистка.

## Биография
Согласно автобиографии Руновой у истоков отцовского рода — тверской князь Мещера. Мать из дворян, рода Комаровых. Дядья Руновой: генералы А. В. Комаров и К. В. Комаров, журналист В. В. Комаров. Детство провела в Витебской губернии, в имении матери. До 11 лет обучалась дома. Окончила с золотой медалью женскую витебскую гимназию (1879) и поступила на словесное отделение Высших педагогических курсов в Петербурге. В 17 лет по идейным мотивам порвала отношения с родными. Вращалась в кругу народовольцев, позднее колебалась между партиями народных социалистов и социал-демократов. В 1881 году вышла замуж за врача, М. И. Рунова. Она организовывала просветительские кружки (с политическим уклоном) среди железнодорожных рабочих. С конца 1890-х годов Рунова со вторым мужем А. Н. Богдановым жила в г. Вольске Саратовской губернии (до 1903 года — невенчанной, что затрудняло ей работу в земстве). Во время голода в Поволжье в 1891—1892 года заведовала столовыми; в 1904—1905 годах казначей нелегального Красного Креста; в 1908 году совместно с В. М. Величкиной основала в с. Балаково Самарской губернии трудовую школу. Первая публикация Руновой — рассказ «Ночь под Рождество» (1887; в последующих перепечатках — «На дежурстве»).
В «Книгах „Недели“» публиковались рассказы Руновой «Как согрешил, так и покайся» (1887), «По времени» (1889), «Плесень» (1890) и
«Цветочки» (1890). Рассказ «Лихие подарки» (1888), названный Толстым «хорошей вещью», понравился В. Г. Черткову, увидевшему у Руновой «несомненную… способность в художественной форме выражать добрые и полезные для людей мысли». С этого рассказа началось сотрудничество Руновой с издательством «Посредник» (переиздавшим рассказ 8 раз), где печатались другие произв. Руновой, а в 1905 году вышел (в серии «для интеллигентного
читателя») первый сборник «Утреннички и другие рассказы», в центре которого тема трагического взаимного непонимания народа и интеллигенции. В своих произведениях Рунова рисует главным образом провинциальную жизнь, затхлую и косную, обнаруживая хорошее знание быта помещичьей и чиновной среды и нередко давая довольно живые фигуры.
В 1900-1910 годах Рунова постоянный автор газет «Саратовский листок», «Приволжский край», «Волжанин». В 1906 году за фельетон против духовенства была выслана на два года из Саратовской губернии под гласный надзор полиции. В 1911 году за рассказ «Зинка» (1911) Рунова получила первую читательскую премию «Биржевых ведомостей», позволившую ей совершить путешествие за границу и посетить Горького на Капри. Писала также рассказы для детей («Пегая лошадка» — «Детский альманах для среднего и старшего возраста», СПб., 1914), сотрудничала в журнале «Семья и школа». В 1912 году вышел второй сборник Руновой «Летящие тени» (СПб.). Третий сборник «Лунный свет», был издан в «Жизни и знании» как первый том 5-томного собрания сочинений (П., 1916; до 1917 успели выйти только 2 тома). Последний дореволюционный сборник «Мудрость жизни» (т. 2, П., 1916). После Октябрьской революции 1917 года Рунова была кооптирована в Совет Вольска от партии народных социалистов, где была помощником комиссара по народному образованию. Во время крестьянского восстания в Вольске погиб (на стороне белых) её младший сын. Рунова с дочерью спаслась случайно. Жила на Урале, в Сибири, на Алтае, преподавала в школе для взрослых, читала лекции по литературе. В 1923 году печаталась в журнале «Сибирские огни», в том же году переехала в Москву, работала в Госиздате. В 1924 году выпустила (М.-Л.) брошюры «Большая душа (Н. К. Крупская)» и «Бабушка коммунизма Клара Цеткин», в 1926 году — роман «У корня. 1904—1906» (М.—Л.) о революционном рабочем движении. В сборнике «Полдень» (М.—Л., 1927) Рунова попыталась дать своим обычным сюжетам новое толкование. В 1937 году Руновой (как «другу народа») была предоставлена персональная пенсия; в честь 50-летия её общественной и литературной деятельности был проведён вечер. Последнее выступление в печати — рассказ «Вор» (1938).